# Chemioterapia
Chemioterapia – używanie syntetycznych związków chemicznych w celu zwalczania chorób wywołanych przez drobnoustroje i pasożyty, a także chorób nowotworowych. Skrótowo często terminem tym określa się leczenie przeciwnowotworowe za pomocą cytostatyków.
Pojęcie chemioterapii wprowadził do medycyny Paul Ehrlich (1854–1915). Zastosował on salwarsan (organiczną pochodną arsenową) w leczeniu chorób wywoływanych przez krętki i pierwotniaki.

## Leczenie zakażeń i chorób zakaźnych
W chemioterapii zakażeń drobnoustrojowych stosuje się chemioterapeutyki, do których zalicza się: syntetyczne antybiotyki, chinolony, pochodne nitrofuranu, pochodne nitroimidazolu (np. metronidazol) oraz sulfonamidy (np. sulfametoksazol). W odróżnieniu od chemioterapeutyków antybiotyki są to substancje wytworzone przez żywy organizm, zwykle przez bakterie.
W leczeniu chorób wirusowych stosuje się chemioterapię. Leki mogą wpływać na zapobieganie adhezji wirusa do błony komórkowej, hamować wnikanie wirusów do komórek, hamować syntezę kwasów nukleinowego  lub białek wirusów, mogą również blokować uwalnianie wirusów. Do grupy zalicza się inhibitory neuraminidazy (oseltamiwir, zanamiwir), inhibitory M2: amantadyna i rymantadyna, analogi nukleozydów lub analogi nukleotydów (np. acyklowir, rybawiryna) i leki przeciwretrowirusowe (w tym inhibitory proteazy, nukleozydowe inhibitory odwrotnej transkryptazy, nienukleozydowe inhibitory odwrotnej transkryptazy, inhibitory wejścia, inhibitory integrazy). Stosowane są również interferony, w tym α.